# Première Chambre des États généraux
Pour les autres articles nationaux ou selon les autres juridictions, voir Sénat.
Binnenhof
Huis Huguetan (nl)
(provisoirement)
La Première Chambre des États généraux, couramment abrégée en Première Chambre et parfois dite Sénat,, (en néerlandais : Eerste Kamer der Staten-Generaal ou Eerste Kamer ), constitue la chambre haute des États généraux du royaume des Pays-Bas. Elle comprend 75 membres élus pour un mandat de 4 ans au suffrage universel indirect par un collège électoral composé des grands électeurs des États provinciaux, des communes à statut particulier (en outre-mer) et de la diaspora.
À l'instar de la Seconde Chambre, les séances de la Première Chambre sont ouvertes au public. Depuis le 9 juillet 2019, son président est Jan Anthonie Bruijn, membre du Parti populaire pour la liberté et la démocratie (VVD). Aux Pays-Bas, la fonction de sénateur est à temps partiel. En conséquence, le salaire des élus à la Première Chambre est relativement bas, à 32 158,81 euros bruts et compensations par an en 2021, avec des suppléments par fonction additionnelle.

## Fonctionnement

### Contrôle de l'exécutif
La Première Chambre dispose de quatre moyens de contrôle de l'exécutif communs avec la Seconde Chambre :
- le pouvoir budgétaire : elle approuve ou désapprouve le budget présenté par le gouvernement (cabinet) ;
- le droit d'interpellation : chaque membre de la chambre peut interpeller un ministre sur un sujet qui n'est pas à l'ordre du jour en demandant la tenue d'un débat. Cette demande doit être approuvée par la chambre ;
- les membres de la Première Chambre ont le droit de poser des questions aux ministres. Ces questions ne peuvent être qu'écrites (seule la Seconde Chambre peut poser des questions orales). Les ministres sont tenus d'y répondre ;
- la chambre dispose d'un droit d'enquête, qu'elle exerce en constituant une commission d'enquête parlementaire. Les personnes convoquées par la commission ont l'obligation d'y comparaître sous serment ;

Comme la Seconde Chambre, la Première Chambre peut adopter une motion pour formuler un avis ou un souhait destiné à un ministre ou à l'ensemble du gouvernement. Cette motion n'a pas de caractère impératif. Pour être soumise au vote, elle doit être soutenue par cinq membres de la Première Chambre. La Seconde Chambre peut adopter une motion de censure, entraînant la démission d'un ministre ou du cabinet. En outre, si le gouvernement dissout la Seconde Chambre, la Première Chambre le sera aussi.

### Vote de la loi
Le rôle de la Première Chambre dans le vote de la loi est restreint par rapport à celui de la Seconde Chambre. Les projets de loi lui sont transmis après approbation par cette dernière. Elle ne peut pas amender le texte, mais seulement l'approuver ou le rejeter.

## Élections

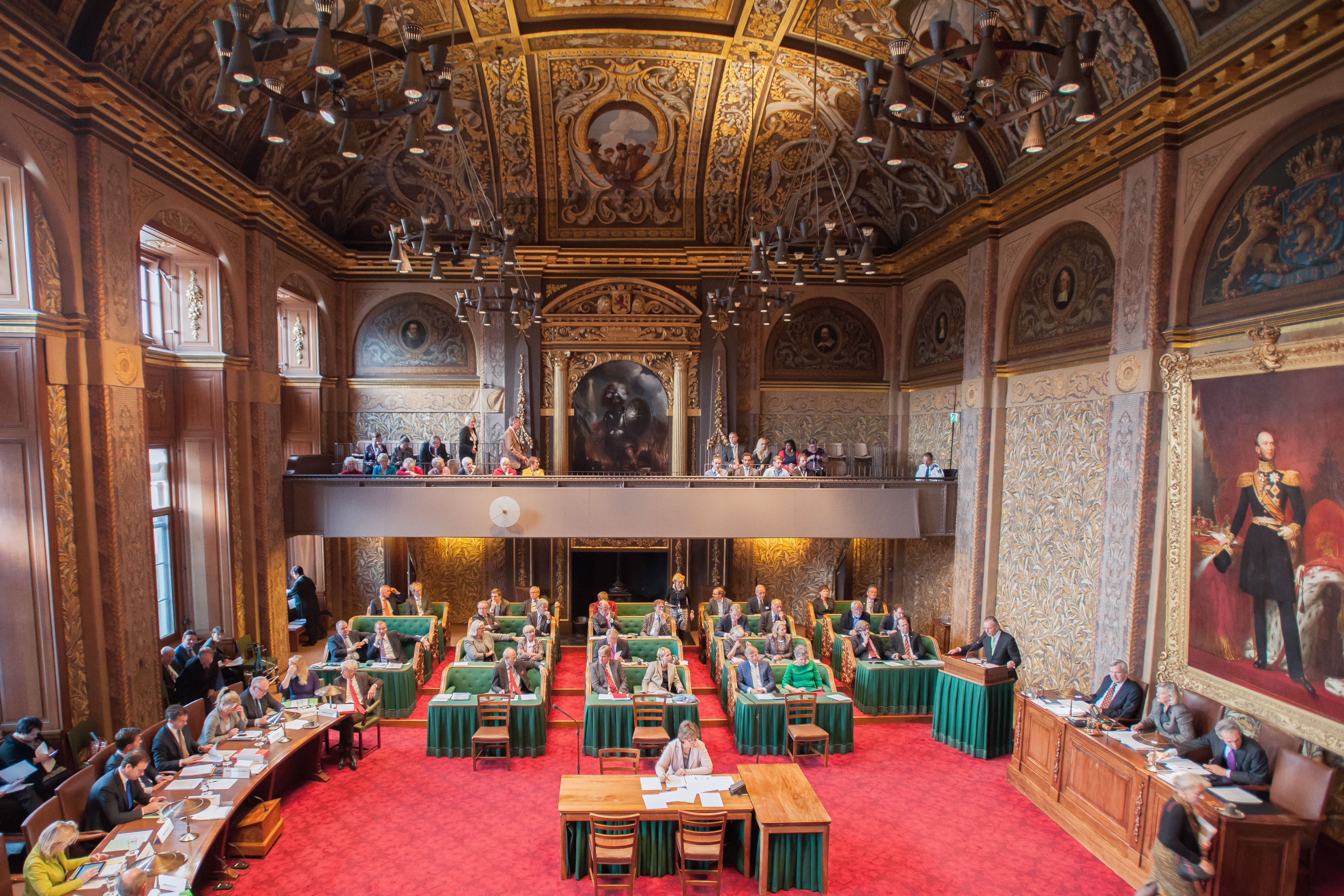
Réunion de la Première Chambre en 2013, en présence du Premier ministre Mark Rutte (à gauche).

La Première Chambre des États généraux est composée de 75 membres élus pour quatre ans au scrutin indirect par un collège électoral composé des membres des États provinciaux (Provinciale Staten) ainsi que de membres choisis par les élus des communes à statut particulier de Bonaire, Saba et Saint-Eustache, et ceux de la diaspora. Le scrutin est proportionnel plurinominal avec listes fermées dans une unique circonscription nationale. Après décompte des voix, la distribution des sièges se fait à chaque parti en proportion de son nombre de voix.
La voix de chaque grand électeur est pondérée en tenant compte de la démographie provinciale ou communale au 1er janvier de l'année au cours de laquelle se tient le scrutin, et du nombre d'élus par collectivité territoriale. La valeur de leur vote est ainsi proportionnelle à la population de la province dans laquelle ils sont élus, divisée par le nombre d'élus aux États provinciaux dans la province concernée, le tout divisé par 100. Ce calcul permet de donner un « poids » (stemwaarde) aux votes des membres en fonction de la population de la collectivité qu'ils représentent. En 2023, le collège électoral était ainsi composé de 616 membres pour un total de 178 970 voix pondérées, avec un poids allant de 5 pour un élu de la commune de Saba à 692 pour celui d'un élu provincial de Hollande-Méridionale.
Dans les douze provinces constituant la partie continentale du pays, les membres des assemblées provinciales sont directement grands électeurs. Depuis 2019, les communes de Bonaire, Saba et Saint-Eustache situées dans les Caraïbes disposent chacun de leur collège électoral, les élus des conseils municipaux de chacune des îles choisissant les grands électeurs. A ces derniers s'ajoute enfin depuis 2022 un collège électoral représentant les néerlandais vivant à l'étranger. Le collège électoral qui procède à l'élection de la Première chambre est l'addition de ces quatre collèges. 
Le scrutin est indirect. Une fois élus au suffrage universel dans chacune des provinces des Pays-Bas, les membres des États provinciaux procèdent à l'élection des sénateurs dans les trois mois qui suivent leur propre élection. La proximité des deux votes donnent aux élections provinciales une coloration nationale puisque la tendance politique de la Première Chambre dépend du résultat des élections dans chaque province.

## Composition
Nombre de sièges à la Première Chambre par parti politique depuis 1991 :
| Parti politique                                                                | 2023 | 2019 | 2015 | 2011 | 2007 | 2003 | 1999 | 1995 | 1991 |
| ------------------------------------------------------------------------------ | ---- | ---- | ---- | ---- | ---- | ---- | ---- | ---- | ---- |
| Mouvement agriculteur–citoyen (BBB)                                            | 16   |      |      |      |      |      |      |      |      |
| Forum pour la démocratie (FvD)                                                 | 2    | 12   |      |      |      |      |      |      |      |
| Parti populaire pour la liberté et la démocratie (VVD)                         | 10   | 12   | 13   | 16   | 14   | 15   | 19   | 23   | 12   |
| Appel chrétien-démocrate (CDA)                                                 | 6    | 9    | 12   | 11   | 21   | 23   | 20   | 19   | 27   |
| Gauche verte (GL)                                                              | 7    | 8    | 4    | 5    | 4    | 5    | 8    | 4    | 4    |
| Démocrates 66 (D66)                                                            | 5    | 7    | 10   | 5    | 2    | 3    | 4    | 7    | 12   |
| Parti travailliste (PvdA)                                                      | 7    | 6    | 8    | 14   | 14   | 19   | 15   | 14   | 16   |
| Parti pour la liberté (PVV)                                                    | 4    | 5    | 9    | 10   |      |      |      |      |      |
| Parti socialiste (SP)                                                          | 3    | 4    | 9    | 8    | 12   | 4    | 2    | 1    |      |
| Union chrétienne (CU)                                                          | 3    | 4    | 3    | 2    | 4    | 2    | 4    | 2    | 2    |
| Parti pour les animaux (PvdD)                                                  | 3    | 3    | 2    | 1    | 1    |      |      |      |      |
| JA21                                                                           | 3    |      |      |      |      |      |      |      |      |
| Volt Pays-Bas (Volt)                                                           | 2    |      |      |      |      |      |      |      |      |
| 50 Plus (50+)                                                                  | 1    | 2    | 2    | 1    |      |      |      |      |      |
| Parti politique réformé (SGP)                                                  | 2    | 2    | 2    | 1    | 2    | 2    | 2    | 2    | 2    |
| Groupe indépendant du Sénat / Politique indépendante aux Pays-Bas (OSF / OPNL) | 1    | 1    | 1    | 1    | 1    | 1    | 1    | 1    |      |
| Liste Pim Fortuyn (LPF)                                                        |      |      |      |      |      | 1    |      |      |      |
| Alliance générale des personnes âgées (AOV)                                    |      |      |      |      |      |      |      | 2    |      |
| Total                                                                          | 75   | 75   | 75   | 75   | 75   | 75   | 75   | 75   | 75   |

## Siège
La Première Chambre des États généraux siège à la Binnenhof de La Haye, dans une salle du XVIIe siècle dessinée par l'architecte Pieter Post et ornée d'un imposant tableau du roi Guillaume II. En 2021, elle déménage provisoirement sur la Kazernestraat, avec des locaux également dans la Huis Huguetan sur le Lange Voorhout, l'ancien siège de la Cour suprême des Pays-Bas, alors que la Binnenhof entre en rénovation,.